# 韋賢
韋賢（前143年—前62年），字長孺，魯國鄒縣（今山东省邹城市）人，西汉政治人物，其精通《禮》、《尚書》、《诗经》，世稱「鄒魯大儒」。
漢昭帝即位後，韋賢成為漢昭帝的老師，並先後擔任博士、給事中 、光祿大夫、詹事和大鴻臚等職。元平元年，韋賢因參與擁戴漢宣帝即位的謀議，被授予關內侯的爵位，調遷長信少府。本始三年，其接替死去的蔡義為丞相，受封扶陽侯，任相五年後，韋賢因老病而請求辭官，首開丞相致仕的先河。
韋賢於元康四年逝世，享年八十二歲，諡號「節」，其幼子韋玄成日後亦官至丞相，綜觀漢朝歷史，父子相繼官拜為相的只有韋賢、平當兩家。

## 生平
韋賢的先祖韋孟原居住於彭城郡，曾任楚元王劉交的太傅，後來又接續輔佐劉交的兒子楚夷王劉郢與孫子楚王刘戊，由於劉戊荒淫且不守正道，韋孟為此委婉地作詩勸諫，後來韋孟便辭去了官職，舉家搬遷到鄒縣，日後韋孟於鄒縣當地逝世。
從韋孟到韋賢，經歷了五代。韋賢為人質樸，清心寡欲，專心向學，兼通《禮》和《尚書》，並向人教授《詩經》，號稱「鄒魯大儒」。後來朝廷徵召其出任博士，加官給事中，入宮教導汉昭帝學習《詩經》，逐漸升遷為光祿大夫、詹事，元凤五年再遷大鴻臚。漢昭帝駕崩後，沒有後嗣繼承皇位，大將軍霍光遂與公卿大臣們共同擁立汉宣帝。漢宣帝繼位不久，韋賢即因參與商討擁戴漢宣帝登基之事，安定漢氏宗庙有功，賜爵關內侯，並享有食邑，改任長信少府，由於韋賢曾是漢昭帝的老師，十分受到尊重。本始三年，韋賢接替蔡義為丞相，受封扶陽侯，享受食邑七百戶，那時韋賢已七十多歲高齡，在其擔任丞相五年後，韋賢於地节三年，因年老多病向朝廷請求辭官回鄉，朝廷賞賜他黃金一百斤，罷官回歸故里，另外加賜給他一處府第，丞相的退休制度便是從韋賢開始。韋賢致仕後，於元康四年去世，享年八十二歲，諡號「節」。
韋賢一共有四個兒子，其中長子韋方山任高寢令，年紀輕輕便過世了。次子韋弘，官至東海郡太守。三子韋舜，留守魯國守護韋氏先人的墓地。幼子韋玄成，則因通曉儒家經典多次升遷直做到丞相。所以鄒魯一帶流傳谚语說：「遺子黃金滿籯，不如一經」。

## 家庭
- 長子：韋方山
- 次子：韋弘
- 三子：韋舜
- 四子：韋玄成

## 延伸閱讀
[在维基数据编辑]
 《史記/卷096》，出自司馬遷《史記》
 《漢書·卷073》，出自班固《漢書》